# Life Care

Life Care Corp. este cea mai mare companie românească din Industria de Network Marketing. Life Care a fost fondată în data de 4 iulie 2005, în Timișoara, fiind una dintre inițiatoarele „Asociației Producătorilor și Importatorilor de produse bio din România” și membră activă în Asociația RODSA (Romanian Direct Selling Association ). 

## Portofoliu
Portofoliul Life Care cuprinde produse bio sau cu ingrediente bio, certificate de organisme independente recunoscute internațional, precum: ECOCERT,  BDIH, ECO-control, Oko Test, USDA, TÜV AUSTRIA: ISO 9001 și ISO 22000.
În momentul de față Life Care cuprinde opt branduri proprii ce includ: cosmetice terapeutice și alimente curative, suplimente alimentare, produse de îngrijire a tenului, cafea și produse pentru curățenie, bio sau cu ingrediente bio.

## Ambasadori Life Care
Începând cu anul 2008, mai multe persoane publice din România au fost imaginea companiei și au fost desemnați ca fiind Ambasadori Life Care:
- Cătălin Botezatu[5]
- Mihaela Rădulescu
- Simona Amânar[12]
- Virgil Ianțu[13]
- Ștefan Bănică (junior) [14]
- Andra și Cătălin Măruță[15]
- Florentina Opriș[16]
- Octavian Bellu
- Gabriela Szabo
- Horia Tecău
- Paula Chirilă
- INNA
- Florin Piersic
- Horia Brenciu
- Smiley
- Iuliana Tudor
- Andreea Marin

## Activități în sfera CSR
Compania Life Care a susținut proiecte ale Asociației Oameni Sănătoși Eco club, Copacul de Hârtie. Din 2008, Life Care participă anual la Crosul Firmelor din Timișoara, 
Din 2009 compania susține Fundația „Pentru Voi”, fiind partener la evenimentul sportiv „Special Olympics” precum și a clubului Sportiv de Motociclism „Taifun Racing”.
În 2011 s-a înființat Fundația Life Care, iar unul dintre primele proiecte a vizat un centru de plasament pentru copii. A fost dotată o bucătărie, accesibilă copiilor, cu aparate electrocasnice noi și un maestru bucătar i-a învățat timp de 4 săptămâni rețete sănătoase, pe care și le pot găti singuri. Trei specialiști terapeuți au organizat timp de 4 week-end-uri întâlniri individuale și jocuri de grup prin care fiecare copil să realizeze că potențialul lui nu a fost afectat de situația specială în care se află și să învețe cum și-l poate valorifica.
Pentru că unul dintre obiectivele fundației este susținerea potențialului uman, Fundația Life Care a sprijinit un tânăr artist din Timișoara și i-a organizat primul vernisaj al expoziției ,,În lumea mea". În cadrul vernisajului, au fost expuse 22 de lucrări într-o manieră originală: realizate în cărbune, o tehnică specifică artistului. 
Un alt copil talentat din Timișoara a fost sprijinit financiar de către fundație pentru a-și continua cariera în fotbal, întrucât situația financiară a familiei nu mai permitea continuarea antrenamentelor.
Cel mai nou proiect al Fundației Life Care este BIO Camp. Este o tabără destinată copiilor cu vârste între 12 și 18 ani, în care aceștia sunt învățați să-și dezvolte abilitățile dobândite și cele native precum și să primească ghidarea corectă pentru a avea o viață sănătoasă. Copiii participanți în taberele BIO Camp sunt selectați din școli din toată țara, în funcție de performanțele școlare. Există următoarele domenii: matematică, fizică, literatură și comunicare, artă (pictură, muzică, teatru, dans, etc), sport. Pentru strângerea fondurilor necesare organizării taberei BIO Camp, Fundația Life Care a organizat un bal de caritate online.